# Anders Peter Berggren
Anders Peter Berggren, född 15 februari 1792 på Grindhult i Bäve socken, död 10 mars 1847, var en svensk skådespelare, dansmästare och teaterledare. Han ledde sitt eget teatersällskap 1826–1832 och 1833–1839.

## Skådespelare
Berggren blev elev vid Kungliga Teaterns balett 1801 och 1803 vid Johan Peter Lewenhagens skådespelartrupp. 1810 blev han skådespelare hos Johan Anton Lindqvist, 1812 figurant vid Kungliga Teatern och 1814 aktör vid Djurgårdsteatern. 1816–1818 verkade han vid Kungliga och hos Carl Gustaf Bonuvier, som förestod teatern i Åbo, samt uppträdde på Djurgårdsteatern somrarna 1819 och 1820.
Under sin tid på Djurgårdsteatern väckte han uppskattning som Rochus Pumpernickel, Den musikaliske skräddaren och poeten i Den mjeltsjuke och poeten. Andra betydande roller var titelrollerna i Herman von Unna och Fiesco, Karl Moor i Röfvarbandet, Ferdinand i Kabal och kärlek, Jaromir i Stamfrun, Leon i Slottet Motenero samt Krone i Kusin Benjamin från Polen.

## Teaterdirektör
Från 1820 arrenderade Berggren Åbo teater. Han blev dansmästare vid universitetet i Åbo 1823 men erhöll på egen begäran avsked 1826, sedan han förut övergett tjänsten och rest till Sverige. Där anställdes han vid Fredrik Julius Widerbergs teatertrupp och var en kortare tid Widerbergs kompanjon. Berggren bildade eget teatersällskap 1826, han erhöll 1831 hovsekreterares titel, engagerades 1832 hos Christoffer Svanberg, men bildade redan 1833 på nytt ett eget sällskap. Han överlät 1839 sitt teatersällskap på A. G. Wallin.

## Översättare
Berggren översatte flera teaterpjäser, bland andra Rochus Pumpernickel, Kapellmästaren i Venedig, Fiesco och Röfvarbandet på berget Maria Culm eller Trons kraft.

## Privatliv
Anders Peter Berggren var gift först 1811 med Sofia Magdalena Malmström och sedan 1837 med skådespelaren Johanna (Jenny) Matilda Fredrika Unger (1812–1885), förut gift med en skådespelare Edlund och som änka omgift med karduansmakaren Johan Gustav Carlberg; Jenny Unger var under 1830-talet en uppmärksammad skådespelare i kringresande teatersällskap.